# Діггстаун (фільм)
«Діггстаун» або «Поєдинок у Діггстауні» (англ. Diggstown) — фільм-драма американського режисера Майкла Рітчі про бокс, знятий в 1992 році. У головних ролях знімалися Джеймс Вудс, Луїс Госсет молодший і Брюс Дерн. Прем'єра фільму відбулося 14 серпня 1992 року.

## Сюжет
Колишній ув’язнений Габріель Кейн разом зі своїм напарником Фітцем укладають парі на результат серії боксерських поєдинків, у якій має виступати його друг — колишній професійний боксер Рой Палмер. За умовами, Палмер повинен послідовно перемогти десять супротивників за 24 години.

## У ролях
- Джеймс Вудс — Габріель Кейн
- Луїс Госсет молодший — Рой Палмер
- Брюс Дерн — Джон Гіллон
- Олівер Платт — Фітц
- Гізер Грем — Емілі Форрестер
- Джеймс Кевізел — Біллі Гарґров
- Рендал Кобб — Вольф Форрестер
- Бенні Уркідес — рефері